# Šatorsko Jezero
Šatorsko Jezero är en sjö i Bosnien och Hercegovina.   Den ligger i entiteten Federationen Bosnien och Hercegovina, i den västra delen av landet, 140 km väster om huvudstaden Sarajevo. Šatorsko Jezero ligger 1 483 meter över havet.
I omgivningarna runt Šatorsko Jezero växer i huvudsak blandskog. Runt Šatorsko Jezero är det ganska tätbefolkat, med 93 invånare per kvadratkilometer.